# Pia Sterner
Pia Henriette Sterner, född Grengman, den 21 augusti 1954 i Göteborgs Karl Johans församling, Göteborgs och Bohus län, är en svensk kvinnlig pionjär inom ishockeyn.
Sterner växte upp bredvid Frölundaborgs isstadion i Göteborg och började åka skridskor då hon var fyra år. Det var bara killar som spelade ishockey och ingen damishockey fanns i Göteborg, så hon spelade med Kometerna och Göteborgs IK:s pojklag. Hon var även ett år i Winnipeg och spelade med pojklag. Sterner var under slutet av 1960-talet och början av 1970-talet aktiv ishockeyspelare (back) och spelade sju säsonger i gamla division 2 och 3 för män. 
Sterner blev sedan tränare och var den första kvinna i Sverige att träna ett pojklag. Hon började tränarbanan i Örnsköldsvik där hon tränade pojklag i Modo och Timrå och gick där den första tränarkursen. Efter det flyttade hon hem till Göteborg och blev tränare för Frölundas pojklag och var även med som assisterande i Göteborgs TV-pucklag för killar födda 1960, 1961 och 1962. Som 19-åring blev hon huvudtränare för danska Frederikshavn IKs herrlag i högsta danska ligan 1973/74. 
Sterner tog själv kontakt med CSKA och sovjetiske förbundskaptenen Anatolij Tarasov för att få studera hans tränarmetoder, och han bjöd henne till Moskva, där hon var i åtta månader och bodde på Röda Arméns anläggning där CSKA höll till.
Hon var förbundskapten för Förbundsrepubliken Tyskland (kallat Västtyskland 1949–1990) under slutet av 1980-talet och spelade samtidigt i tyska ligan med EV Füssen, och vann med Västtyskland brons i det första Europamästerskapet 1989, vilket är Tysklands hittills enda vunna medalj. Hon var i slutet av 1980-talet påtänkt som svensk förbundskapten på damsidan.
Sterner blev Europamästare i karate[när?] och nummer tre vid VM i styrkelyft (75 kg-klassen) i Honolulu i 1981. Hon utbildade sig till lärare och jobbade på ett ungdomshem med slutenvård som drivs av Statens institutionsstyrelse. Hennes historia berättas i tredje delen av Sveriges Televisions dokumentärserie ”Hockeyns historia”.
I Kommunalvalen i Sverige 2022 valdes Sterner in i kommunfullmäktige i Karlstad som representant för Sverigedemokraterna.

## Släktingar inom ishockeyn
Pia Sterner är sedan 1987 gift med före detta ishockeyspelaren Ulf Sterner, paret bor på en gård utanför Karlstad. Sonen Christopher Sterner var också ishockeyspelare. Dottern Katharina "Katta" Sterner har varit en av Sveriges bästa kvinnliga skateboardåkare, och är numera generalsekreterare på Sveriges Skateboardförbund.